# 私製手形
金融機関（銀行および小切手法により銀行と同視される金融機関をいう、以下本項において同じ）発行の統一手形用紙を用いない商業手形を特に「私製手形」と表現する人がいる。

## 効力
手形法に、手形の用紙の規定はなく、金額、支払日など手形の必要事項が書き込まれたものならば、有効な「手形」である。
但し、銀行約定および手形交換所規則による統一用紙を使用していない手形は、手形交換所では取り扱わないので、金融機関に持ち込んで換金するという制度内にはない。
金融機関の介在とは独立して、手形の裏書きや譲渡の手形法の規定の適用を受けるので、その制度にしたがって流通することが可能である。
近年、日本の金融機関は手形交換の制度からの撤退を予定しているので、手形法の立法趣旨から言って、その指定様式に合致するかしないかという区別の意味は失われる方向にある。

## 事業者金融による濫用
一部の事業者金融業者が、返済が滞ったり、債務に対して異議を申し立てた途端、主債務者と連帯根保証人から共同振出させた私製手形を不渡処分にして、その手形の債権について手形訴訟を行い、確定判決を得た上で強制執行する手段を用いていた。これは、手形訴訟が、手形の書面審理のみという、通常の訴訟よりも簡易・迅速な手続で判決を得ることができることを利用するために、手形訴訟を利用する目的だけで私製手形を発行させていたものである。
しかし、この手形訴訟の利用方法については、2002年に東京地裁が、一部事業者金融会社に対し、手形訴訟を起こさないように要請するという異例の事態まで発生した。また、2003年に東京地裁は、手形訴訟の目的には沿わないとして、申立を棄却している。

## 関連事項
- SFCG
- 手形訴訟